# Okręg wyborczy Ayr Burghs
Okręg wyborczy Ayr Burghs powstał w 1708 r. i wysyłał do brytyjskiej Izby Gmin jednego deputowanego. Okręg położony był w hrabstwie Ayrshire. Został zlikwidowany w 1950 r.

## Deputowani do brytyjskiej Izby Gmin z okręgu Ayr Burghs
- 1708–1710: James Campbell
- 1710–1720: Charles Oliphant
- 1720–1721: Thomas Kennedy
- 1721–1722: Duncan Forbes
- 1722–1734: William Steuart
- 1734–1741: James Stuart
- 1741–1747: George Forbes, 3. hrabia Granard
- 1747–1749: Charles Erskine
- 1749–1754: Henry Erskine
- 1754–1761: James Stuart-Mackenzie
- 1761–1761: lord Frederick Campbell
- 1761–1768: Alexander Wedderburn
- 1768–1774: James Stuart
- 1774–1776: George Macartney
- 1776–1780: Frederick Stuart
- 1780–1790: Archibald Edmonstone
- 1790–1794: Charles Stuart
- 1794–1807: John Campbell
- 1807–1809: John Campbell
- 1808–1818: Duncan Campbell
- 1818–1834: Thomas Francis Kennedy
- 1834–1852: lord Patrick Crichton-Stuart
- 1852–1874: Edward Henry John Crauford
- 1874–1880: William Montgomery-Cuninghame
- 1880–1888: Richard Frederick Fotheringham Campbell
- 1888–1890: John Sinclair, Partia Liberalna
- 1890–1892: James Somervell
- 1892–1895: William Birkmyre
- 1895–1904: Charles Lindsay Orr-Ewing, Partia Konserwatywna
- 1904–1906: Joseph Dobbie
- 1906–1922: George Younger, Partia Konserwatywna
- 1922–1925: John Baird, Partia Konserwatywna
- 1925–1950: Thomas Cecil Russell Moore, Partia Konserwatywna